# 諮議員 (香港)
諮議員是1930年代香港新界的民意代表，是理民府與鄉民之間的橋樑。諮議員是委任制，由理民府委任。當時北約分五個區，大的區有三位諮議員，小的區只有兩位諮議員。至於鄉長則由各鄉自行推舉，由諮議員呈報理民府備案。
沙頭角區諮議員為：
- 李鈞蘭
- 陳秉鑑
- 葉定隆

上水區諮議員為：
- 李仲莊
- 彭樂三
- 鄧薰琴